# William Porter
William Franklin Porter II (Essex Township, 24 de março de 1926 – Irvine, 10 de março de 2000) foi um velocista e barreirista, campeão olímpico norte-americano de atletismo.
Campeão da Amateur Athletic Union em 1948, com a não-qualificação nas eliminatórias americanas do melhor corredor de 110 m c/ barreiras do mundo na época, Harrison Dillard, Porter disputou a final olímpica em Londres 1948 palmo a palmo com dois compatriotas, Clyde Scott e Craig Dixon, vencendo a prova na linha de chegada e conquistando a medalha de ouro em 13s9, novo recorde olímpico.